# Liste der Biografien/Salf
Liste der Biografien |
Portal Biografien |
Personensuche
# |
A |
B |
C |
D |
E |
F |
G |
H |
I |
J |
K |
L |
M |
N |
O |
P |
Q |
R |
S |
T |
U |
V |
W |
X |
Y |
Z |
?
 
Sa |
Sb |
Sc |
Sd |
Se |
Sf |
Sg |
Sh |
Si |
Sj |
Sk |
Sl |
Sm |
Sn |
So |
Sp |
Sq |
Sr |
Ss |
St |
Su |
Sv |
Sw |
Sy |
Sz
 
Saa |
Sab |
Sac |
Sad |
Sae |
Saf |
Sag |
Sah |
Sai |
Saj |
Sak |
Sal |
Sam |
San |
Sao |
Sap |
Saq |
Sar |
Sas |
Sat |
Sau |
Sav |
Saw |
Sax |
Say |
Saz
 
Sala |
Salb |
Salc |
Sald |
Sale |
Salf |
Salg |
Salh |
Sali |
Salj |
Salk |
Sall |
Salm |
Saln |
Salo |
Salp |
Salq |
Sals |
Salt |
Salu |
Salv |
Salw |
Saly |
Salz
Die Liste der Biografien führt alle Personen auf, die in der deutschsprachigen Wikipedia einen Artikel haben. Dieses ist eine Teilliste mit 19 Einträgen von Personen, deren Namen mit den Buchstaben „Salf“ beginnt.

## Salf

### Salfa
- Salfa, Amedeo (* 1941), italienischer Filmeditor
- Salfa, Omar Jouma al (* 1989), Sprinter aus den Vereinigten Arabischen Emiraten
- Salfate, Santiago (1916–2010), chilenischer Fußballspieler

### Salfe
- Salfeld, Carl (1793–1847), deutscher Verwaltungsjurist
- Salfeld, Eduard (1878–1957), evangelischer Pastor und Heimatforscher
- Salfeld, Ernst (1871–1932), deutscher Manager und Politiker, MdL
- Salfeld, Johann Christoph (1750–1829), evangelisch-lutherischer Theologe, Konsistorialdirektor und Abt im Kloster Loccum
- Salfeld, Lea Sophie (* 1985), deutsche Theaterschauspielerin und Sängerin
- Salfeld, Siegmund (1843–1926), deutscher Rabbiner, Pädagoge und Autor
- Salfelder, Johann Wilhelm, deutscher Orgelbauer
- Salfelder, Karlhanns (1919–2007), venezolanisch-deutscher Mykologe, Pathologe und Hochschullehrer
- Salfelder, Rebekka (* 2004), deutsche Fußballspielerin
- Salfeldt, Heinrich (1708–1784), Kammerrat der Äbtissin von Quedlinburg, Erb-, Lehn- und Gerichtsherr zu Kleinlauchstädt wie auch Kauf- und Handelsherr in Quedlinburg
- Salfellner, Christian (* 1965), österreichischer Jazzschlagzeuger
- Salfenauer, Heinrich (1920–2016), österreichischer Kommunalpolitiker (SPÖ), Bürgermeister der Stadt Salzburg

### Salfi
- Salfi, Kent (* 1971), US-amerikanisch-österreichischer Eishockeyspieler
- Salfický, Dušan (* 1972), tschechischer Eishockeytorwart

### Salfn
- Salfner, Bernd R. (* 1942), deutscher Künstler und Kinderarzt
- Salfner, Heinz (1877–1945), deutscher Schauspieler